# Mathilde ter Heijne
Mathilde ter Heijne (* 10. September 1969 in Straßburg) ist eine niederländische Video-, Konzept- und Installationskünstlerin sowie Hochschullehrerin.
Mathilde ter Heijne studierte von 1988 bis 1992 an der Stadsacademie in Maastricht und von 1992 bis 1994 an der Rijksakademie van beeldende kunsten in Amsterdam. Zwischen 2011 und 2019 arbeitete sie als Professorin für neue Medien, Performance und Installation an der Kunsthochschule Kassel. Seit 2019 leitet sie die Klasse für Performance und zeitbezogenen Medien an der Universität der Künste Berlin.

## Werk
Mathilde ter Heijne untersucht in ihren Projekten Identitäts- und Geschlechterverhältnisse der heutigen und vergangenen Gesellschaften, die sich vom aktuellen patriarchalen System unterscheiden. Damit fungiert ter Heijne als Vermittlerin innerhalb eines sozialen Systems von zeitgenössischen und historischen Stimmen. Das Dekonstruieren von Zuschreibungen des Weiblichen, die Bildung kultureller Identitäten und wie diese neu eingeschrieben werden können gehören zu ihren künstlerischen Fragestellungen. In ihren Installationen, Performances, Filmen und Videos gibt sie vergessenen oder ignorierten Stimmen einen neuen Kontext und eine Präsenz und lässt sie zirkulieren. Motiviert durch eine zeitgemäße Beziehung zum feministischen Denken, in der das Individuum nicht auf eine singuläre Identität beschränkt wird, sondern sich mit einer Vielfalt von Prinzipien und Phänomenen identifizieren kann, arbeitet Mathilde ter Heijne performativ mit diesen Fragen. Die Ausstellungsfläche wird zu einem Ort, der spielerisch Pendants alternativer Narrationen zeigt.
Politische, strukturelle und physische Gewalt in Verbindung mit vorhandenen Machtbeziehungen innerhalb der Gesellschaft bildeten den Ausgangspunkt für eine Reihe von Videoarbeiten, in denen die Künstlerin mithilfe lebensgroßer Dummies unterschiedliche Gewaltszenarien und Opfersituationen darstellte. Parallel dazu untersuchte ter Heijne in diesen Arbeiten ihre Rolle als Künstlerin und analysierte die eigenen strukturellen Rahmenbedingungen.
Ihre aktuelle Aufmerksamkeit gilt der Untersuchung und Verarbeitung oraler Traditionen als Möglichkeit, Wissen von gesellschaftlichen Minderheiten zu bewahren und weiterzugeben. In diesen Zusammenhängen prüft sie das Potential von Ritualen, Partizipation und Performances.

### Rezeption
Hans-Jürgen Hafner bemerkt zu der Arbeit Woman to go (2005):
„Sie [die Arbeit] besteht aus handelsüblichen Postkartenständern, die verschiedene Postkartenmotive zur freien Mitnahme enthalten. Die Karten zeigen jeweils die Reproduktion von S/W-Fotografien, Porträts anonymer Frauen, die zwischen 1800 und 1900 geboren sein dürften. Diese Fundstücke kombiniert Mathilde ter Heijne assoziativ mit den biografischen Daten von ihr recherchierter, historisch fassbarer Frauen aus derselben Zeit. In der Kombination von Bild und Text konstruiert die Künstlerin einerseits mögliche Biografien, weist aber auch darauf hin, inwieweit Identität immer auch Fiktion ist. ‚Verfügbarkeit’ ist dabei in mehrfacher Hinsicht Werkzeug wie Zielscheibe dieser Arbeit. Denn als Giveaways für die Ausstellungsbesucher nach Gutdünken auch jenseits der Sphäre Kunst verfügbar, sensibilisiert Woman to go geradezu für die Frage, wer auf welche Weise mit welcher Legimitation über Identität verfügt. Außerdem und ganz selbstverständlich setzt sich die Arbeit – darin medienreflexiv – mit dem Objektcharakter von Kunst, sowie der Rolle von Archivalien sowie den Techniken der Dokumentation und der Fiktion bei der Herstellung von Gedächtnis auseinander.“
Jill Dawsey führt in dem Aufsatz Mathilde, Mathilde: The Artist and Her Double ihre Gedanken zu den ter Heijne gleichenden Dummies aus:
„Ter Heijne’s mannequins serve as crash-test dummies of sorts, aiding, when necessary, the potentially dangerous mimesis of suicide and self-annihilation that she stages for the camera. She performs these apparently self-destructive acts as a means to investigate such forms of extreme behavior broadly, across diverse geopolitical and historical situations. Her project tackles the tenacious gendered asymmetries that structure experience globally, with a focus on the self-inflicted violence so often perpetrated by women. Ter Heijne’s works evince a desire for a radical identification with the experiences of other humans – most often other women – and with experiences as lonely and incommunicable as death itself.“

## Einzelausstellungen (Auswahl)
- 2002 Tragedy, Migros Museum für Gegenwartskunst, Zürich
- 2005 BASE 103, Sammlung Goetz, München
- 2006 Woman to Go, Berlinische Galerie, Berlin
- 2009 Long Live Matriarchy!, Stedelijk Museum Bureau, Amsterdam
- 2010 Any Day Now, Kunsthalle Nürnberg
- 2011 Any Day Now, Lentos Kunstmuseum Linz
- 2014 Performing Change, Museum für Neue Kunst Freiburg
- 2016 It Will Be!, Kunstverein Haus am Lützowplatz, Berlin
- 2019 Das Persönliche & Unpersönliche in Präsentation & Repräsentation, Grassi museum, Leipzig
- 2020 Woman to Go, PalaisPopulaire, Berlin

## Gruppenausstellungen (Auswahl)
- 2020 Solidarity As a Means of Action, Haifa Museum of Art, Haifa
- 2019 Annual Women in Film & Photography Showcase, Objectifs Center, Singapore
- 2018 Reframing Worlds – Gender and Mobility during the Colonial Encounter, NGBK, Berlin
- 2017 Rituals, Migros Museum für Gegenwart, Zürich
- 2017 Again and Again, Sammlung Goetz at Haus der Kunst, München
- 2016 ART & ANTHROPOLOGY, Galerie im Körnerpark, Berlin
- 2015 TURN ON, Tel Aviv Museum of Art, Israel
- 2014 High Performance, Zentrum für Kunst und Medientechnologie, Karlsruhe
- 2013 I am another world, Akademie der bildenden Künste Wien, Österreich
- 2011 Zeit zu handeln!, Kunsthalle Krems
- 2010 Unpossessing Femininity: No more bad girls?, Kunsthalle Exnergasse, Wien, Österreich
- 2009 El Dorado, Kunsthalle Nürnberg
- 2008 Female Trouble, Pinakothek der Moderne, München
- 2007 Made in Germany, Sprengel Museum Hannover, Kunstverein Hannover, Kestnergesellschaft, Hannover
- 2007 Schmerz (Ausstellung), Hamburger Bahnhof, Berlin
- 2006 4th Seoul International Media Art Biennale
- 2006 Shanghai Biennale
- 2005 A Greater New York, MoMA PS1, New York, USA

## Kataloge
- Mathilde ter Heijne: Performing Change. Ausst.-Kat. Museum für Neue Kunst – Städtische Museen Freiburg, Sternberg Press, 2015.
- Mathilde ter Heijne: Any Day Now. Ausst.-Kat. Kunsthalle Nürnberg und Kunstmuseum Linz, Verlag für Moderne Kunst, Nürnberg, 2010.
- Mathilde ter Heijne: If it’s me, it’s not me. Ostfildern, Hatje Cantz Verlag, 2008.
- Berg, Stephan/Engler, Martin (Hg.): Ingrid Calame. Mathilde ter Heijne. Jörg Wagner. Ausst.-Kat. Kunstverein Hannover, 2004.
- Migrosmuseum für gegenwartskunst/Heike Munder (Hg.): Mathilde ter Heijne: Tragedy. Ausst.-Kat. Migrosmuseum, Revolver Publishing, 2002.